# Durningen
 Durningen (en alsacià Dírnínge) és un municipi francès, situat a la regió del Gran Est, al departament del Baix Rin. L'any 1999 tenia 590 habitants.
Forma part del cantó de Bouxwiller, del districte de Saverne i de la Comunitat de comunes del Kochersberg.

## Demografia
| 1962 | 1968 | 1975 | 1982 | 1990 | 1999 |
| ---- | ---- | ---- | ---- | ---- | ---- |
| 263  | 262  | 291  | 341  | 444  | 590  |

## Administració
| Període | Identitat        | Partit |
| ------- | ---------------- | ------ |
| 2001-   | Gabrielle Fiacre |        |